# Cá cờ Ấn Độ
Cá cờ Ấn Độ (danh pháp hai phần: Istiompax indica), hay cá cờ vây lưng đen, cá cờ gòn, cá marlin đen, là một loài cá thuộc họ Cá buồm (Istiophoridae).
Là loài cá nổi tự do. Cá cờ vây lưng đen có hình dáng dài và thon với cái trán dốc đứng và mũi giống cái xiên rất nhọn và dài. Toàn bộ thân cá có màu xanh ánh bạc với khoang bụng có màu trắng, tuy thế chúng có thể biến đổi màu toàn bộ cơ thể thành màu đen đậm khi ngụp lặn. Mặt cắt ngang của phần mõm nhô ra có hình tròn và ngắn hơn chiều dài của đầu.
Cá cờ vây lưng đen là loài cá cờ phổ biến nhất ở phía châu Phi. Loài động vật ăn thịt nhanh nhẹn này sẽ ăn hầu như bất kỳ loài cá nào, đặc biệt là cá thu ngàng, cá heo, cá gấm, cá trác và mực. Chúng dùng mũi nhọn để đâm mồi. Đây là loài cá duy nhất thường bị đánh bắt ở độ sâu từ 400 – 1.000m. Nó cũng là đối tượng của nghề cá giải trí, người ta đánh bắt chúng ở biển sâu bằng cách nhử mồi. Ngày càng có nhiều người tham gia nghề cá giải trí đánh dấu cá cờ bằng thẻ ghi và thả ra biển cho mục đích nghiên cứu khoa học.
Kích thước tối đa: Chiều dài toàn bộ: 465 cm; trọng lượng tối đa được công bố: 750 kg.
Môi trường: biển khơi; sống di cư; biển; độ sâu: 0 – 915 m.
Khí hậu: Cận nhiệt đới từ; 15 – 30 °C; 45°N – 45°S.
Tầm quan trọng: đối với nghề cá: thương mại; câu cá giải trí
Khả năng phục hồi của quần đàn: Gấp đôi thời gian tối thiểu, trung bình của quần đàn: 1,4 – 4,4 năm (K = 0,47(?); khả năng sinh sản = 67 triệu trứng; ước tính tm>2).
Phân bố: Phân bố ở các vùng biển nhiệt đới, cận nhiệt đới và ôn đới khu vực Ấn Độ Dương – Thái Bình Dương, thỉnh thoảng chúng cũng vào vùng biển ôn đới. Nhiều cá thể lang thang di cư vào vùng biển Đại Tây Dương qua đường mũi Hảo Vọng, nhưng không chắc là sinh sản tại đây. Là loài có tính di cư cao. Phụ lục 1 của Công ước quốc tế về Luật biển 1982.
Đặc điểm hình dáng: Tia vây lưng cứng: 0-0; Tia vây lưng mềm: 39 - 50; Tia vây hậu môn cứng: 0 - 0; Tia vây hậu môn mềm: 16 - 21. Trên thân cá có dải màu xanh đậm ở trên, dải màu trắng bạc ở dưới, đôi khi có các đường sọc màu xanh sáng; vây lưng đầu tiên có màu hơi đen ngả sang màu xanh đậm, các vây khác có màu nâu đậm với một vài mảng màu xanh đậm nhẹ.
Đặc điểm sinh học: Thường sống ở tầng nước mặt có nhiệt độ đột biến, gần bờ, đảo và các rạn san hô. Thức ăn chủ yếu của loài này là cá, mực nang, mực tuộc, giáp xác cỡ lớn và cá ngừ nhỏ. Thịt cá cờ đen là thực phẩm có chất lượng cao; sản phẩm được ướp lạnh hay cấp đông và dùng làm sashimi.